# Die schwarze Fahne

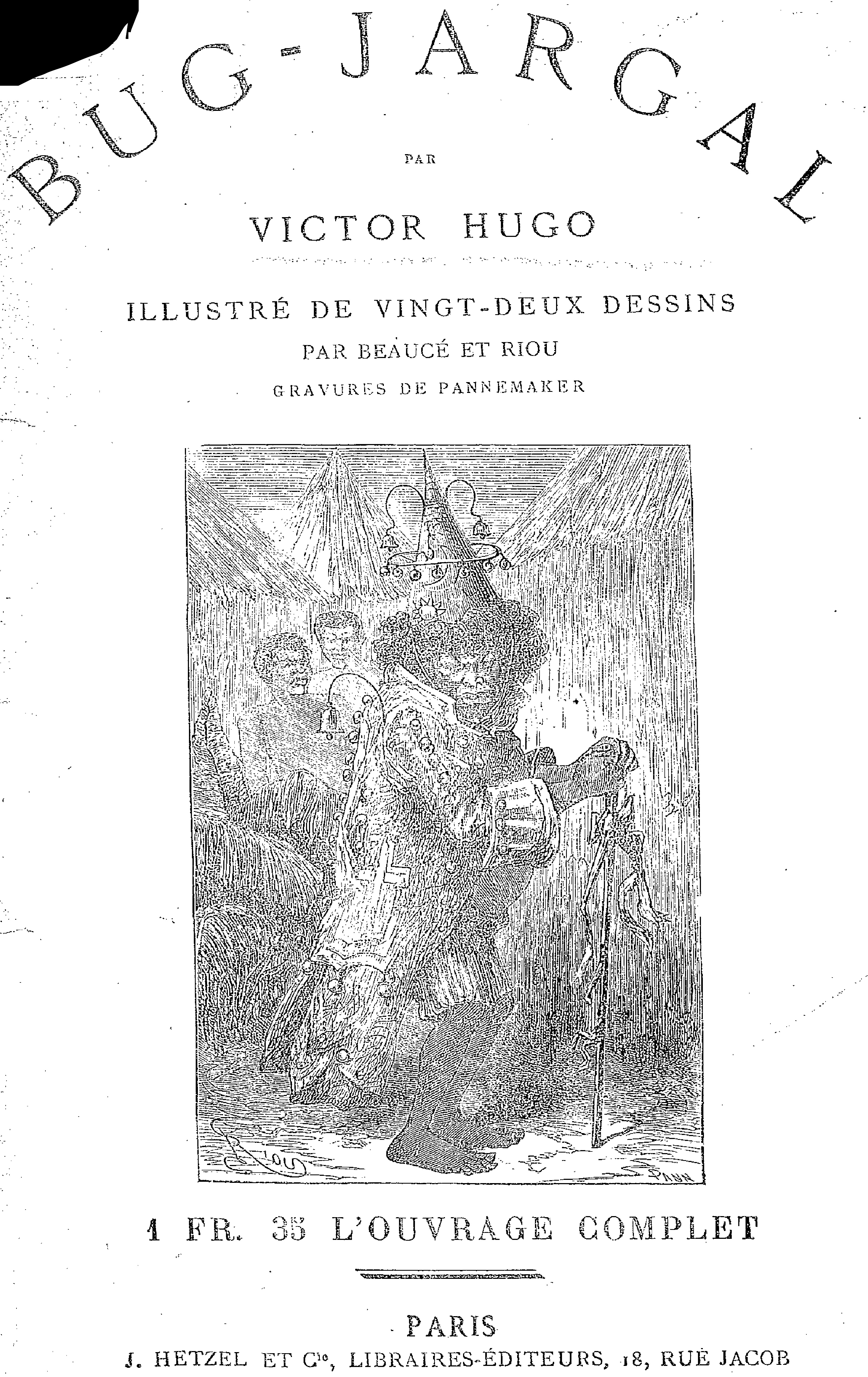
Titelbild

Die schwarze Fahne (Bug-Jargal) ist ein Roman von Victor Hugo aus dem Jahr 1826. In diesem wird die Lebensgeschichte von Leopold d'Auvergine erzählt, der der Sohn eines Plantagenbesitzers in der Dominikanischen Republik war.